# Fässbergs kyrka
Fässbergs kyrka är en kyrkobyggnad i Mölndal. Den tillhör Fässbergs församling i Göteborgs stift. Under perioden 1922-1976 var namnet Mölndals kyrka när den var församlingskyrka i dåvarande Mölndals församling.

## Historia
Den nuvarande kyrkan ersatte Fässbergs gamla kyrka, en medeltida kyrka från 1200-talet som låg där Fässbergs kyrkogård ligger idag. Gränsen till Danmark gick under lång tid i närheten av Fässberg och den äldre kyrkan blev utsatt för danskarnas härjning på 1600-talet. Under 1800-talet började kyrkan att förfalla och såldes 1893 för 1 100 riksdaler. Byggnaden revs 1896, men hade redan 1887 blivit ersatt av den nuvarande kyrkan.

## Kyrkobyggnaden
Kyrkan ligger i centrala Mölndal på Baazs berg, vars topp sprängdes bort och ersattes med en parkplantering. Byggnaden ritades av arkitekten Adrian C. Peterson och är utförd i nygotisk stil i rött tegel. Kyrkan är byggd i nord-sydlig riktning med det tresidigt avslutade koret i norr och det med spira försedda, 52 meter höga, tornet i söder. Planen är ett latinskt kors. Under 2018-2019 utfördes en renovering innefattande sanering och elarbeten.
Bergsryggen direkt väster om kyrkan heter Kyrkåsen.

## Inventarier
- Altaruppsatsen i senbarock är tillverkad av mäster Olof Bruse 1724. Den kommer från den gamla kyrkan och stod på ett museum innan den kom tillbaka till Fässberg i början av 1900-talet. Uppsatsen föreställer evangelisterna med sina symboler. Dock saknas Paulus svärd.
- Predikstolen, även den från den gamla kyrkan, är från 1689 och är tillverkad av Marcus Jäger den äldre.
- Dopfunten är från 1150-1250.[7]
- Klockorna är gjutna 1704 respektive 1887.
- Den bemålade läktarbröstningen från den gamla kyrkan är placerad i sidokoren.
- En Maria-ikon Ömhetens moder utförd och skänkt av Eva Forssell-Aronsson 2020.[8]

### Orglar
I den nybyggda kyrkan sattes en orgel byggd av Salomon Molander upp. Dess fasad är bevarad, men ett nytt verk från A. Magnusson Orgelbyggeri AB tillkom 1973, vari äldre pipmaterial har bevarats. Magnusson tillförde även en fasad till ryggpostivet. Instrumentet har 36 stämmor fördelade på tre manualer och pedal.

## Bilder

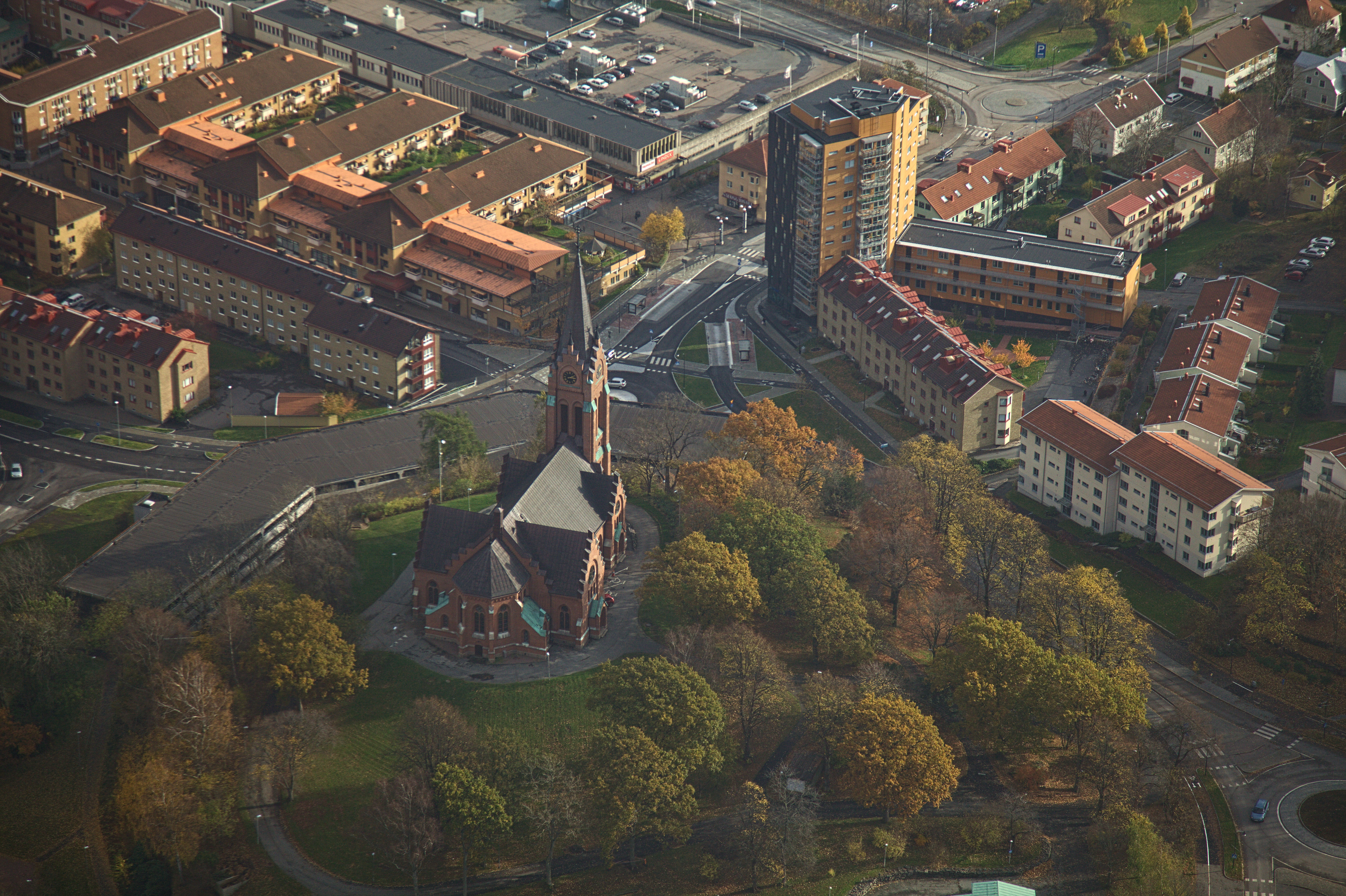
Kyrkan från luften 2013.
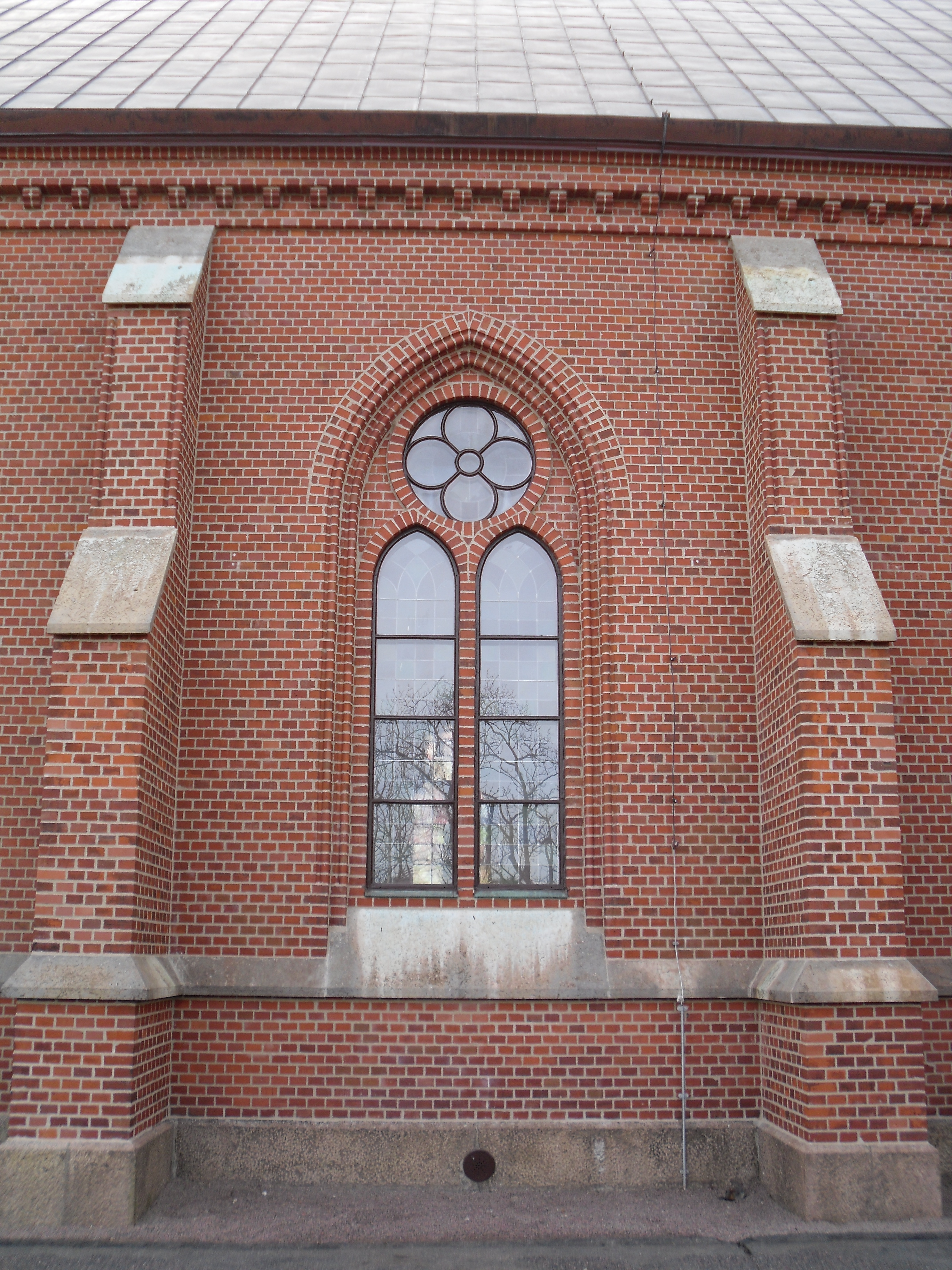
Fasadfönster.
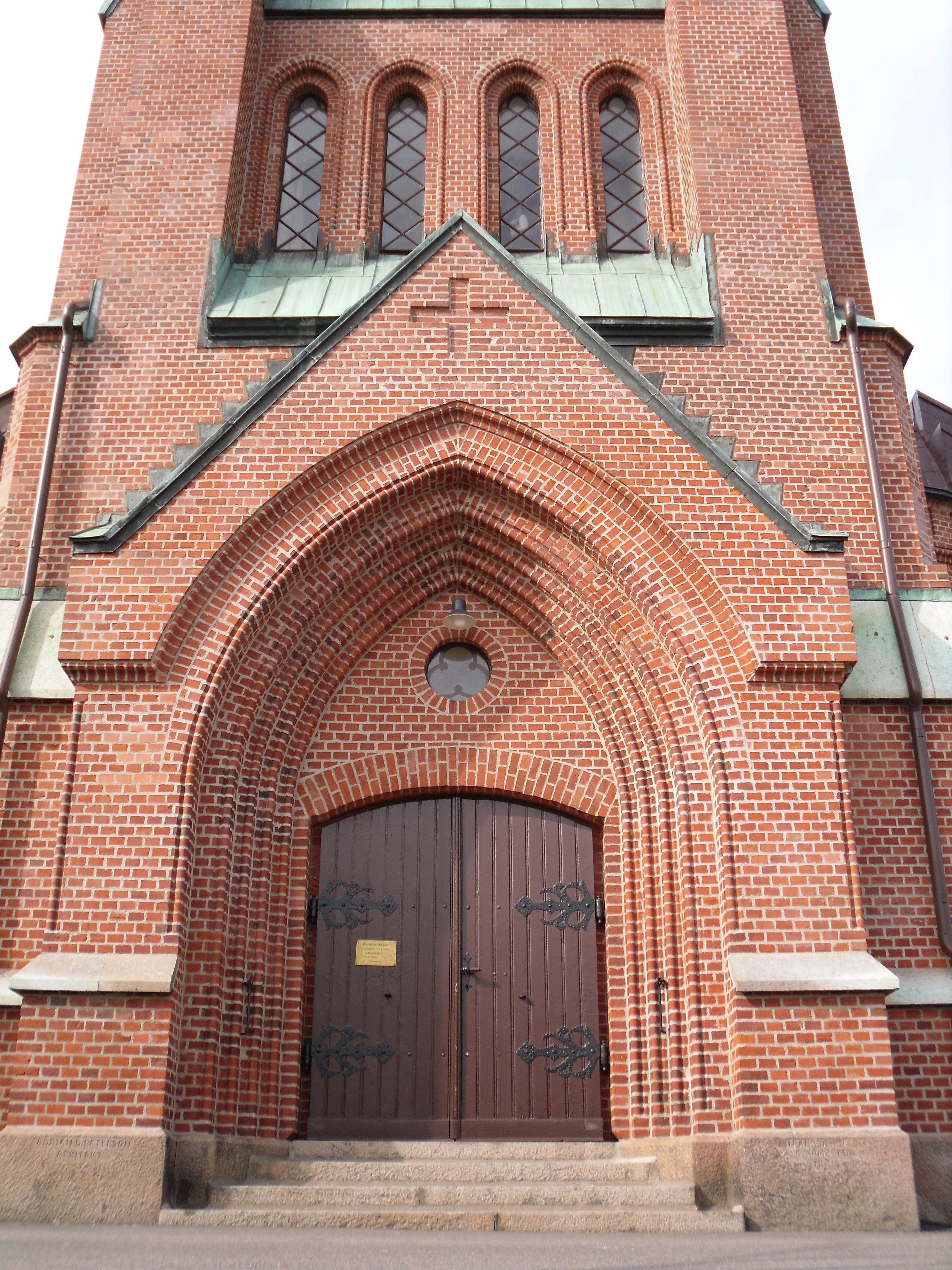
Port.
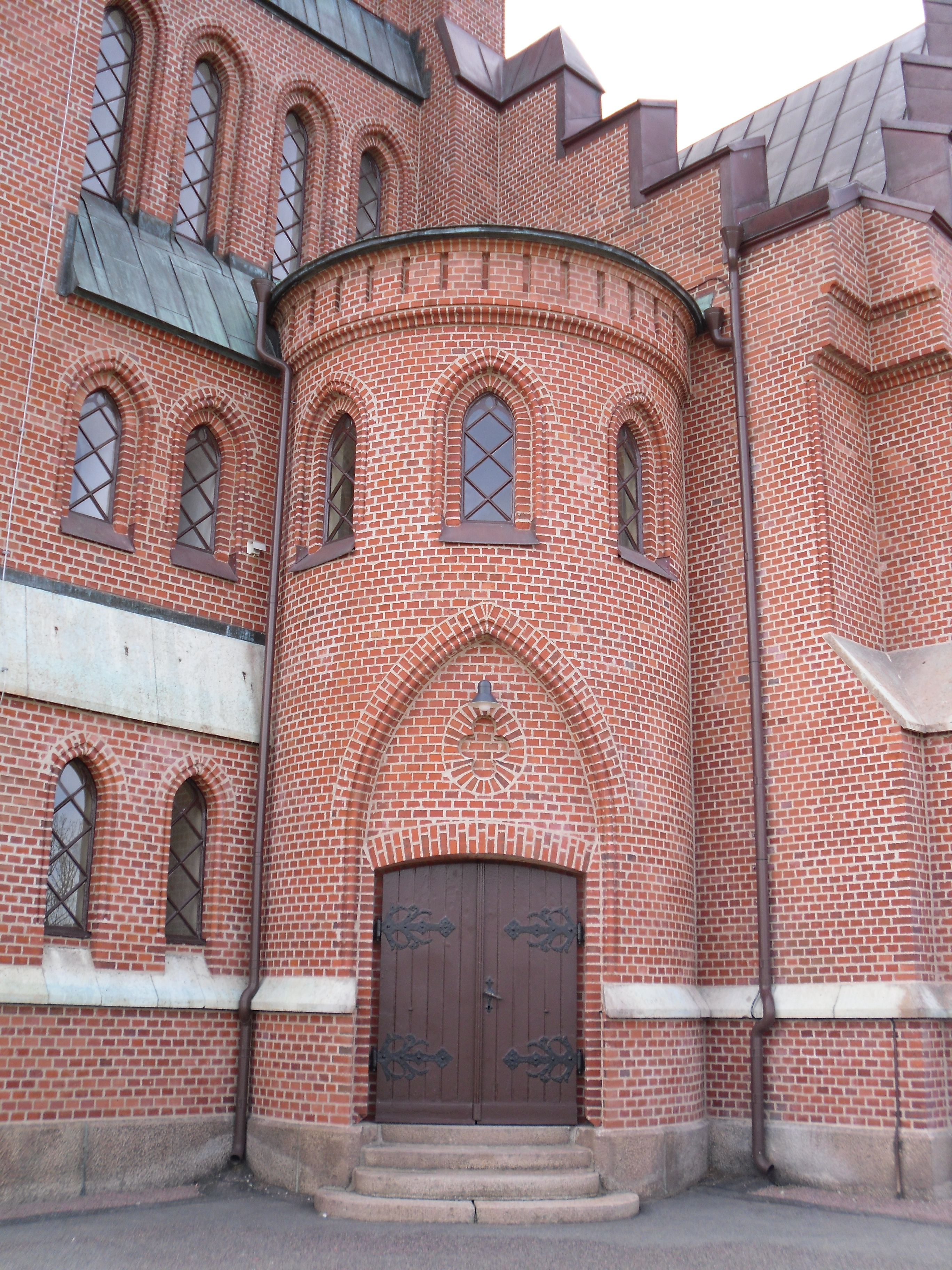
Fasaden i sydväst